# Černá hniloba rajčete
Černá hniloba rajčete je houbová choroba rostlin způsobená houbou průsvitka rajčatová Didymella lycopersici z řádu zďovkotvaré (Pleosporales) čeledě Leptosphaeriaceae.

## EPPO kód
DIDYLY

## Synonyma patogena
Podle EPPO a biolib.cz je pro patogena s označením Didymella lycopersici používáno více rozdílných názvů, například Ascochyta lycopersici nebo Diplodina lycopersici. 

## Rozšíření
Kanada, v oblasti Britské Kolumbie a Nového Skotska, zcela běžná v Evropě. 

## Hostitel
- rajské jablko
- lilek brambor
- paprika
- lilek

## Příznaky
Na stonku hnědé skvrny, postupně se spojující kolem stonku. Černé kupkovité plodnice na stonku. Tvorba kořenů z adventivních pupenů. Koncentricky vrásčité skvrny na plodech. Černě zbarvená (infikovaná) semena v plodech.

## Význam
Výrazné snížení sklizně.

## Biologie
Přezimující spory na zbytcích rostlin, v půdě a na organických materiálech, ale i na konstrukcích. Spory jsou klíčivé až 4 roky.

## Šíření
Vodou, větrem, přes průduch, vzdušná infekce starších rostlin během vegetace. Infekce se šíří ze zbytků rostlin a infikovaným osivem.

## Ochrana rostlin

### Prevence
Na stanovišti, kde se choroba vyskytla pěstovat rajská jablka, papriky a brambory po tříleté přestávce. Ve skleníku dezinfikovat půdu. Nářadí a nástroje dezinfikovat. Odstranit napadené rostliny. Od června do července kontrolovat porost a provádět postřiky proti houbovým chorobám přípravky s obsahem mankozebu.